# Hoppeckequelle
Koordinaten: 51° 15′ 27,9″ N, 8° 34′ 52,4″ O

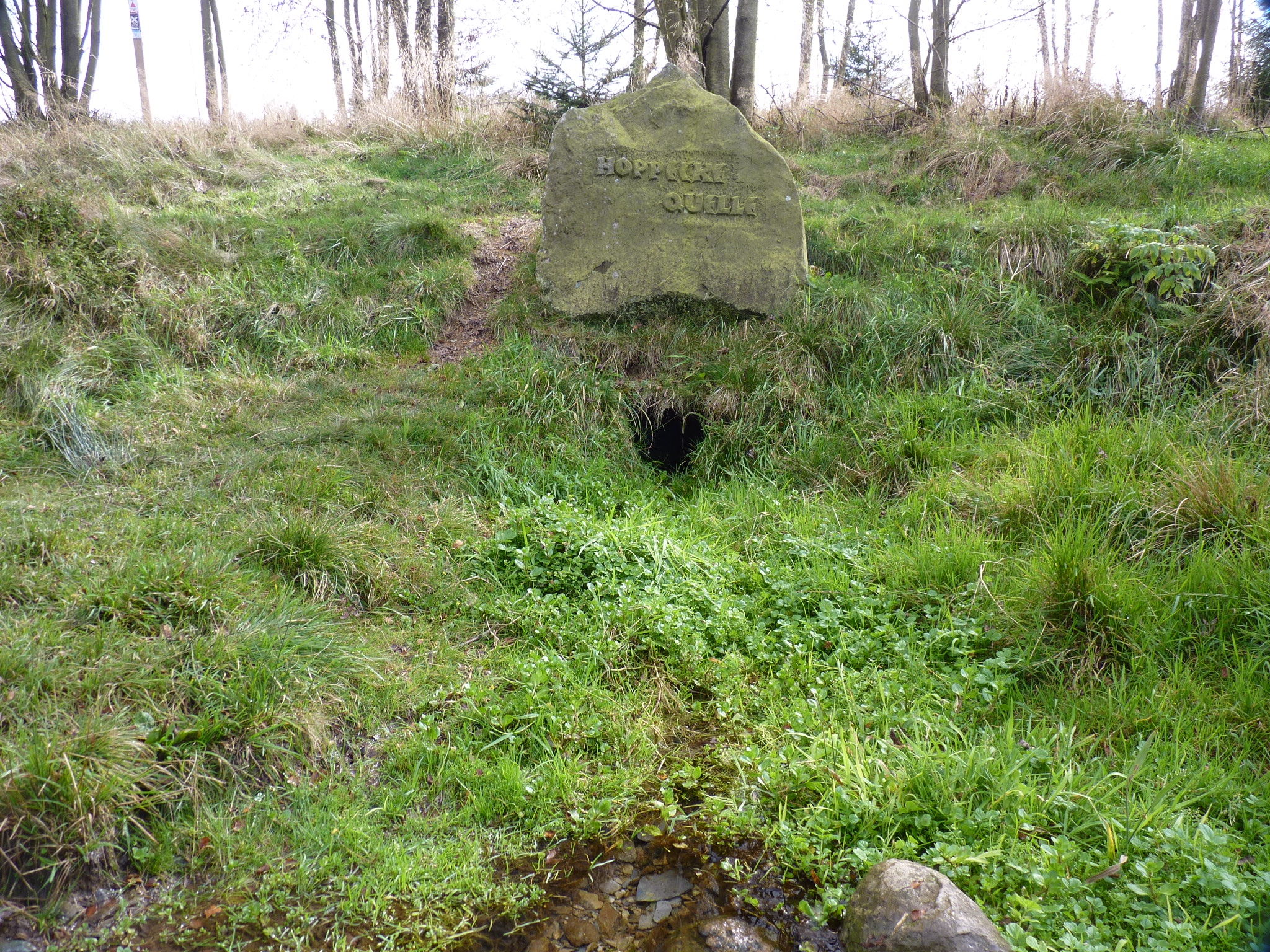
Hoppeckequelle mit Steinblock

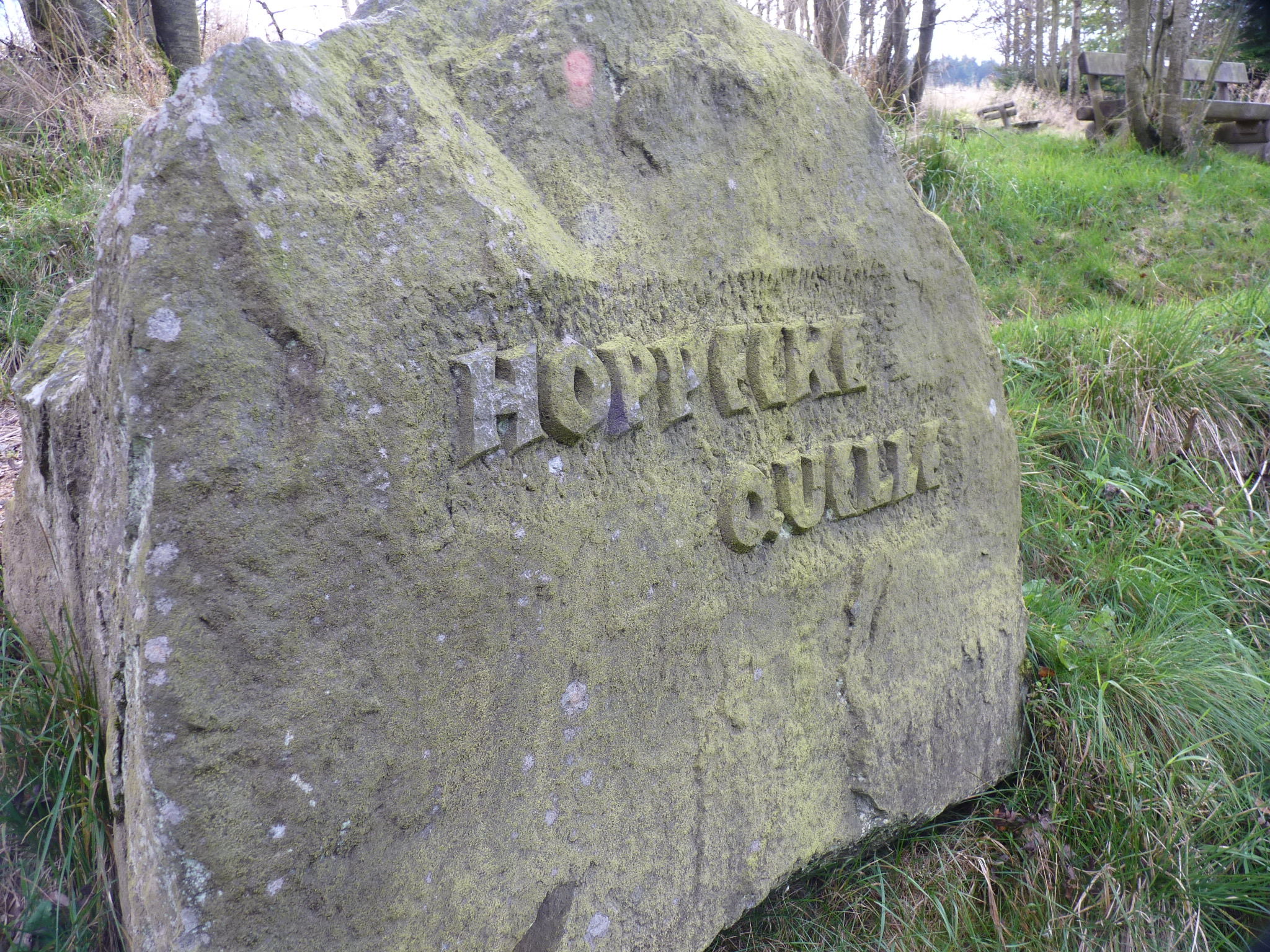
Steinblock an der Hoppeckequelle

Die Hoppeckequelle im Rothaargebirge ist die nahe Niedersfeld im nordrhein-westfälischen Hochsauerlandkreis (Deutschland) gelegene Quelle des 34,7 km langen Flusses Hoppecke, der zwischen Bredelar und Marsberg in die Diemel mündet.

## Geographie

### Lage
Die Hoppeckequelle liegt im Nordteil des Rothaargebirges nahe der Grenze zwischen dem mittleren Osten von Nordrhein-Westfalen und dem Nordwestteil von Nordhessen und somit nahe der Grenze vom Hochsauerlandkreis zum Landkreis Waldeck-Frankenberg. An der Nahtstelle der fließend ineinander übergehenden Bergregionen Sauerland und Upland befindet sie sich auf westfälischem Gebiet 2 km (jeweils Luftlinie) nordnordöstlich von Hildfeld und 3,6 km östlich von Niedersfeld sowie 4,5 km südsüdwestlich des in Hessen gelegenen Willingen.
Umrahmt ist die auf etwa 780 m liegende Quelle von den Gipfeln dieser Berge: Hegekopf (842,9 m; 1,4 km nordnordöstlich), Hopperkopf (ca. 832,3 m; 1,7 km südöstlich), Clemensberg (ca. 837 m; 580 m südwestlich) und Langenberg (843,2 m; 2,6 km nordwestlich). Östlich der Quelle schließt sich in Hessen der Naturpark Diemelsee an und wenige Kilometer südlich in Westfalen der Naturpark Sauerland-Rothaargebirge.
Südlich vorbei an der Quelle verläuft der Fernwanderweg Rothaarsteig.

### Naturräumliche Zuordnung
Die Hoppeckequelle gehört in der naturräumlichen Haupteinheitengruppe Süderbergland (Nr. 33) in der Haupteinheit Rothaargebirge (mit Hochsauerland) (333) und in der Untereinheit Winterberger Hochland (333.5) zum Naturraum Langenberg (333.58).

### Rhein-Weser-Wasserscheide
Über den Bergkamm zwischen Clemensberg und Hopperkopf verläuft die Rhein-Weser-Wasserscheide. Während das Wasser der nördlich dieses Kamms gelegenen Hoppeckequelle durch die Hoppecke und Diemel in Richtung Nordosten der Weser zufließt, verläuft jenes der südlich vom Kamm entspringenden Schweimecke durch den Hillebach und die Ruhr nach Westen in den Rhein.

## Schutzgebiete
Die Hoppeckequelle liegt in der Hochheidelandschaft des Naturschutzgebiets (NSG) Neuer Hagen (Niedersfelder Hochheide; CDDA-Nr. 82238; 1955 ausgewiesen; 73,84 ha groß) und des Fauna-Flora-Habitat-Gebiets Neuer Hagen (FFH-Nr. 4717-302; 74,35 ha), an die sich nördlich das unter anderem auch von der Hoppecke durchflossene NSG Hoppecke-Quellbäche (CDDA-Nr. 389788; 2006; 17,02 ha) anschließt. An diese Schutzgebiete stößt das quellnahe Landschaftsschutzgebiet Winterberg (Typ A; CDDA-Nr. 378617; 2005; 87,7991 km²).

## Quelle und Wasserführung
Die Hoppeckequelle ist eine Hangschuttquelle, welche im Rothaargebirge durchschnittlich rund 1,2 Liter pro Sekunde schütten. Geologisch betrachtet liegen unter dem Quellbereich die Oberen Fredeburger Schichten, auf denen sich Hochflächenlehm abgelagert hat. Im Quellgebiet hat sich ein Niedermoor mit bis zu 2,50 m Torfmächtigkeit ausgebildet.
Das Quellwasser tritt unterhalb eines Natursteinblocks mit der steinernen Aufschrift HOPPECKEQUELLE aus einem kleinen Erdloch hervor. Aufgrund ihres kleinen Einzugsgebiets, das sich nur bis zum nahegelegenen Clemensberg ausdehnt, hat die Quelle eine geringe Schüttung, und sie kann in heißen Sommermonaten sogar trockenfallen (intermittierende Quelle).
Knapp unterhalb der Hoppeckequelle kann von einer kleinen Holzbrücke aus Wasser entnommen werden. Ihre Umgebung ist mit einigen Bänken schlicht gestaltet. Schon wenige Meter unterhalb der Quelle wird die Hoppecke von einer hölzernen Waldwegbrücke überquert, und etwas unterhalb davon vereinigt sie sich mit mehreren kleinen Zuflüssen, die aus Nebenquellen entspringen.